# WWE Fastlane
WWE Fastlane là một sự kiện pay-per-view của WWE sản xuất. Đây là một sự kiện rất quan trọng đối với các đô vật ở WWE. Nó là con đường dẫn các đô vật tới sự kiện lớn nhất năm là WrestleMania. Sự kiện Fastlane đầu tiên được tổ chức vào năm 2015.
Bắt đầu từ năm 2017, sự kiện này đã chuyển sang tháng 3, đây là sự kiện pay-per-view không phải WrestleMania đầu tiên của WWE được tổ chức vào tháng 3. Với việc giới thiệu lại WWE brand extension, Fastlane là sự kiện độc quyền của RAW vào năm 2017 và độc quyền của SmackDown vào năm 2018 trước khi WWE ngừng PPV độc quyền thương hiệu sau WrestleMania 34 vào năm đó. Sự kiện được tổ chức hàng năm cho đến năm 2020 khi Fastlane bị loại khỏi lịch trình để tổ chức Super ShowDown (2020). Tuy nhiên, Fastlane đã hoạt động trở lại vào năm 2021.

## Lịch sử
WWE lần đầu tiên tổ chức Fastlane vào ngày 22/2/2015 và nó được phát trực tiếp trên pay-per-view (PPV) và WWE Network. Đối với năm 2015, nó thay thế WWE Elimination Chamber, đã được tổ chức vào tháng hai từ năm 2010-2014; WWE Elimination Chamber được tổ chức vào tháng 5 năm 2015. Cái tên "Fastlane" được chọn để nhấn mạnh khẩu hiệu "Road to WrestleMania", được tổ chức trong khoảng thời gian hai tháng giữa Royal Rumble và sự kiện hàng đầu của WWE.
Năm 2020 Fastlane ngừng hoạt động để tổ chức Super ShowDown (2020). Tuy nhiên, Fastlane đã hoạt động trở lại vào năm 2021.
Do ảnh hưởng của dịch COVID-19, sự kiện phải tổ chức tại WWE ThunderDome trong không gian bong bóng cách ly bên ngoài tại Tropicana Field ở St. Petersburg, Florida. Sự kiện năm 2021 là sự kiện WWE đầu tiên được phát sóng trên kênh WWE Network của Peacock tại Hoa Kỳ.

## Thời gian và địa điểm
|  | RAW - tổ chức riêng |  | SmackDown - tổ chức riêng |

| Sự kiện         | Thời gian | Thành phố               | Địa điểm                            | Trận đấu tâm điểm |
| --------------- | --------- | ----------------------- | ----------------------------------- | --- |
| Fastlane (2015) | 22/2/2015 | Memphis, Tennessee      | FedExForum                          | Daniel Bryan vs Roman Reigns tranh đai WWE World Heavyweight Championship                                                                            |
| Fastlane (2016) | 21/2/2016 | Cleveland, Ohio         | Quicken Loans Arena                 | Brock Lesnar vs Dean Ambrose vs Roman Reigns trong trận đấu tay ba tranh đai WWE World Heavyweight Championship                                      |
| Fastlane (2017) | 5/3/2017  | Milwaukee, Wisconsin    | Bradley Center                      | Kevin Owens vs Goldberg tranh đai WWE Universal Championship                                                                                         |
| Fastlane (2018) | 11/3/2018 | Columbus, Ohio          | Nationwide Arena                    | AJ. Styles vs Baron Corbin vs Dolph Ziggler vs John Cena vs Kevin Owens vs Sami Zayn trong trận đấu Six-Pack Challenge để tranh đai WWE Championship |
| Fastlane (2019) | 10/3/2019 | Cleveland, Ohio         | Quicken Loans Arena                 | The Shield (Dean Ambrose, Roman Reigns, Seth Rollins) vs (Baron Corbin, Bobby Lashley, Drew McIntyre) trong trận đấu six-man tag team match          |
| Fastlane (2021) | 21/3/2021 | St. Petersburg, Florida | WWE ThunderDome tại Tropicana Field | Roman Reigns (c) vs Daniel Bryan tranh đai WWE Universal Championship với Edge là khách mời đặc biệt                                                 |
| Fastlane (2023) | 7/10/2023 | Indianapolis, Indiana   | Gainbridge Fieldhouse               | Seth "Freakin" Rollins (c) vs. Shinsuke Nakamura trong trận đấu Last Man Standing tranh đai World Heavyweight Championship                           |